# Montaldo Torinese
Montaldo Torinese (Montàud in piemontese) è un comune italiano di 715 abitanti della città metropolitana di Torino in Piemonte, che si trova a circa 18 chilometri ad est del capoluogo.

## Origini del nome
Lo storico Olivieri ritiene che il toponimo Montaldo abbia avuto origine dal nome di persona germanico Aldo, mentre, in realtà, è da collegare alla posizione geografica: il nome del paese deriva infatti da mons altus, "monte alto".

## Storia
La più antica citazione del comune si ha in un diploma del Barbarossa e risale al 1159, dove Curtem de monte alto viene assegnata in feudo alla Chiesa di Torino. L'anno 1394 vide l'intervento di Facino Cane, un capitano di ventura, che si impadronì del paese dopo pesanti saccheggi. A tale evento seguirono molti anni di lotte interne.
 Successivamente Montaldo divenne feudo dei Simone Balbo, nobili chieresi, poi passò ai Ferrero di Ormea, quindi ai Cassuli di Carmagnola.

### Simboli
Lo stemma e il gonfalone sono stati concessi con decreto del presidente della Repubblica del 29 maggio 1995. Il gonfalone è un drappo partito di azzurro e di rosso.

## Monumenti e luoghi di interesse

### Il castello
Nel paese, in cima alla collina, domina il castello di origini antiche, che ha subito molte trasformazioni nel corso degli anni. La prima menzione del castello è del 1187 in un documento nel quale il vescovo di Torino investiva di prerogative alcuni signori locali, a condizione che questi circondassero di mura almeno la metà del castello. Questo è un atto molto importante, in quanto costituisce un vero e proprio Statuto comunale, dove in breve sono definite norme di diritto civile, militare e penale.
 Dopo molti anni di abbandono ed incuria, l'imponente edificio ospita attualmente un hotelr ristorante di lusso.

### La parrocchia dei Santi Vittore e Corona

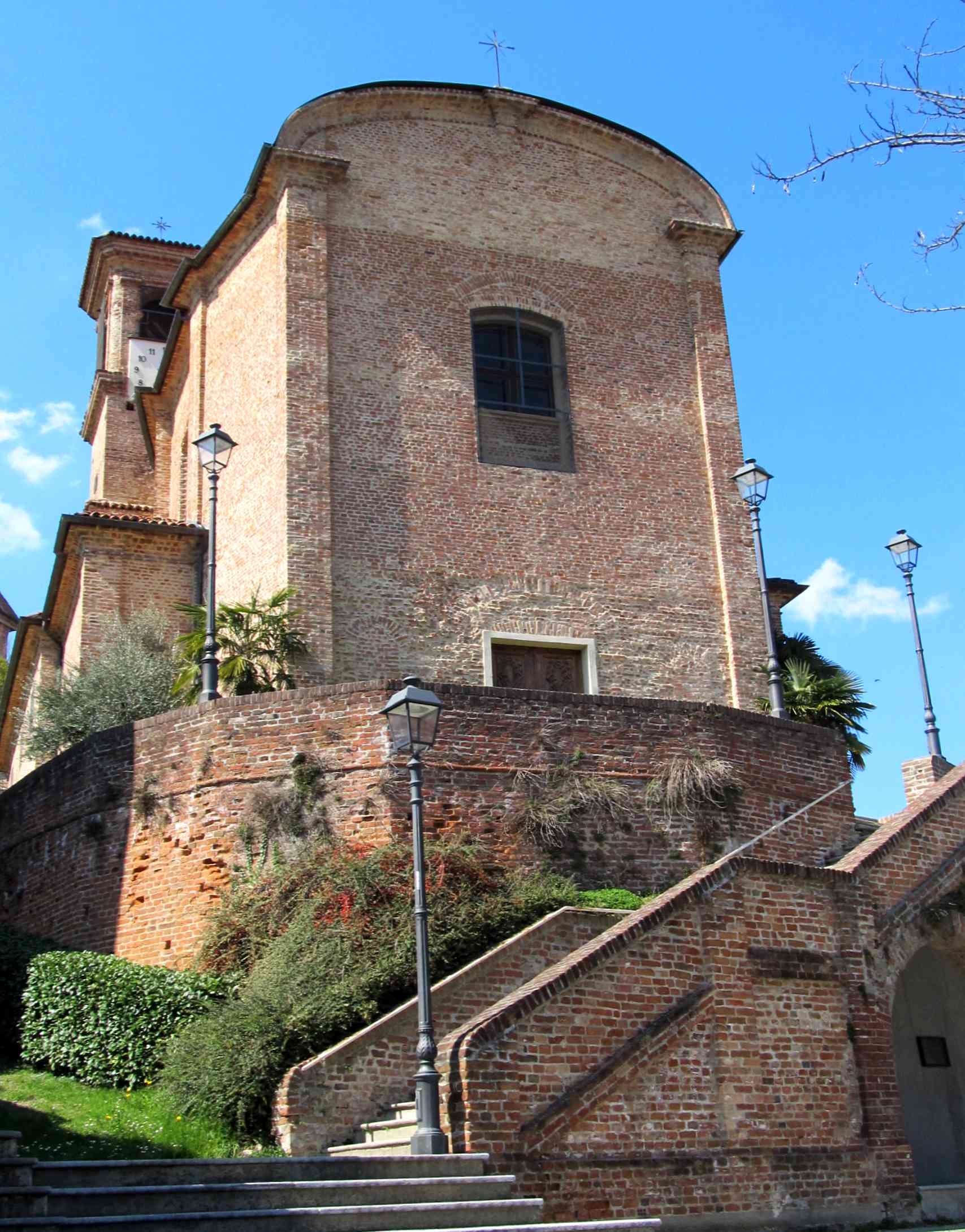
La parrocchiale

La parrocchia dei Santi Vittore e Corona, che sorge più in basso rispetto al castello, è una costruzione risalente al Settecento (venne costruita tra il 1723 e il 1724): l'edificio è a navata unica con l'abside semicircolare ed è dotato, sulla sinistra, di campanile.
 
Intorno all'antica parrocchiale è sorto un cimitero e la chiesa è stata trasformata in cappella cimiteriale.

## Economia
Le colline sulle quali si estende il comune sono molto fertili, con produzioni notevoli di uve e cereali.

## Società

### Evoluzione demografica
Abitanti censiti

## Amministrazione

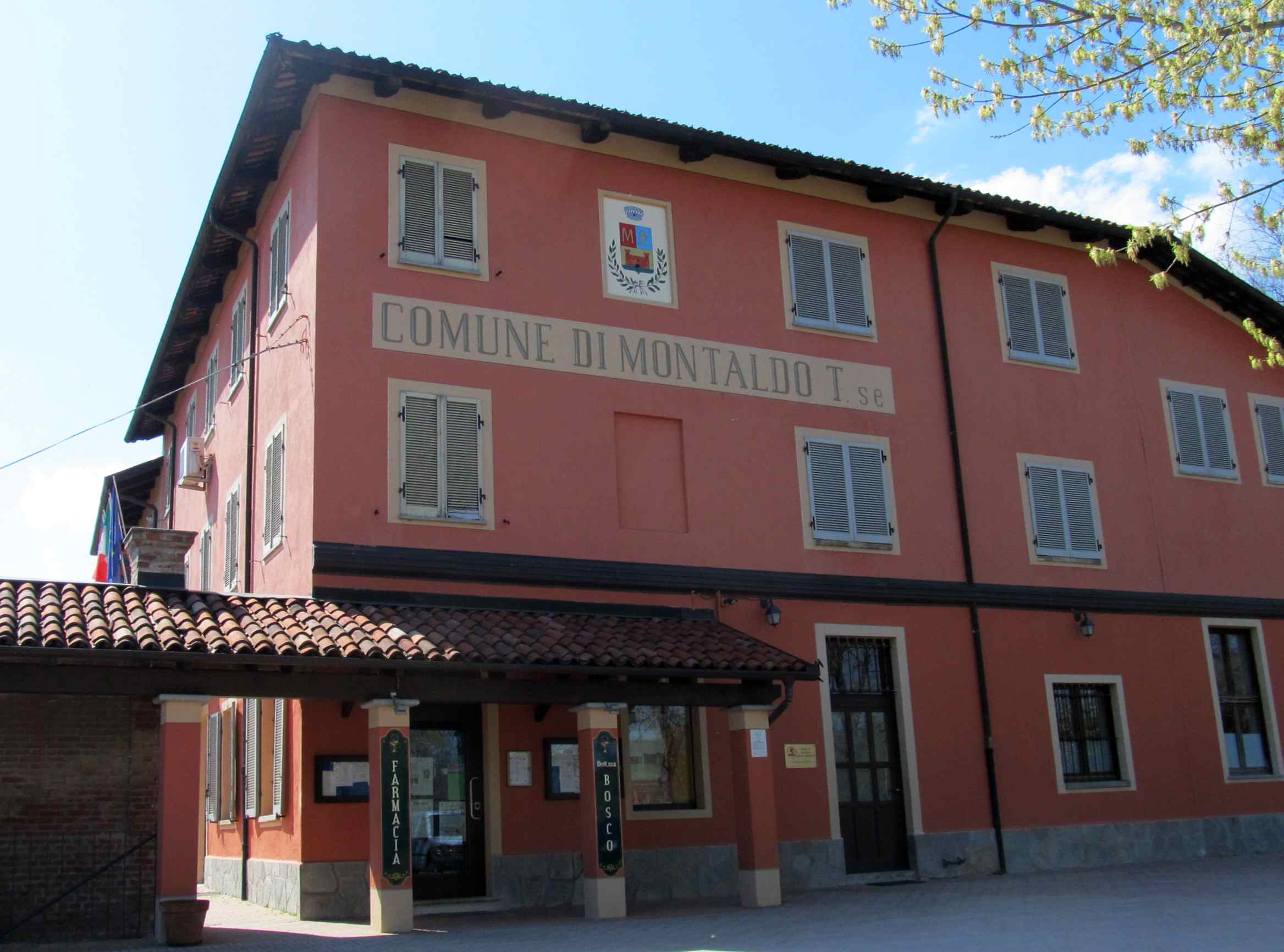
Il municipio

Di seguito è presentata una tabella relativa alle amministrazioni che si sono succedute in questo comune.
| Periodo          | Periodo        | Primo cittadino   | Partito                             | Carica  | Note  |
| ---------------- | -------------- | ----------------- | ----------------------------------- | ------- | ----- |
| 11 novembre 1987 | 5 giugno 1993  | Stefano Gaiotti   | -                                   | Sindaco | [ 6 ] |
| 19 giugno 1993   | 28 aprile 1997 | Stefano Gaiotti   | lista civica                        | Sindaco | [ 6 ] |
| 28 aprile 1997   | 14 maggio 2001 | Stefano Gaiotti   | centro                              | Sindaco | [ 6 ] |
| 14 maggio 2001   | 30 maggio 2006 | Giancarlo Vidotto | lista civica                        | Sindaco | [ 6 ] |
| 30 maggio 2006   | 16 maggio 2011 | Giancarlo Vidotto | lista civica                        | Sindaco | [ 6 ] |
| 16 maggio 2011   | 6 giugno 2016  | Valerio Soldani   | lista civica Per Montaldo           | Sindaco | [ 6 ] |
| 6 giugno 2016    | 4 ottobre 2021 | Sergio Gaiotti    | lista civica Montaldo comunità viva | Sindaco | [ 6 ] |
| 4 ottobre 2021   | in carica      | Sergio Gaiotti    | lista civica Montaldo comunità viva | Sindaco | [ 6 ] |